# Vigésimo Primeiro Comando de Bombardeiros
O Vigésimo Primeiro Comando de Bombardeiros foi um comando da Vigésima Força Aérea nas Ilhas Marianas que realizou operações de bombardeamento estratégico durante a Segunda Guerra Mundial. O comando foi estabelecido no dia 1 de Março de 1944. Depois de um período de organização e te receber tropas e bombardeiros B-29 Superfortress, o comando foi para o Pacífico central. As suas unidades realizaram missões de bombardeamento de longo alcance contra o Japão até Julho de 1945.